# Bunker Wiesen
Bunker Wiesen este o arie protejată (arie specială de conservare — SAC, sit de importanță comunitară — SCI) din Germania întinsă pe o suprafață de 0,32 ha, integral pe uscat.

## Localizare
Centrul sitului Bunker Wiesen este situat la coordonatele 50°28′06″N 6°28′28″E / 50.4683°N 6.4744°E.

## Înființare
Situl Bunker Wiesen a fost declarat sit de importanță comunitară în martie 2001 pentru a proteja 1 specie de animale. Situl a fost protejat și ca arie specială de conservare în decembrie 2005.

## Biodiversitate
Situată în ecoregiunea continentală, aria protejată nu include niciun habitat protejat.
La baza desemnării sitului se află o specie protejată de  mamifere: liliac comun (Myotis myotis).
Pe lângă speciile protejate, pe teritoriul sitului au mai fost identificate 3 specii de mamifere.